# 阿皮萨伊·耶莱米亚
阿皮萨伊·耶莱米亚（英語：Apisai Ielemia，1955年8月19日—2018年11月19日），图瓦卢政治人物，第10任图瓦卢总理（2006年-2010年）。